# 나고야시 교통국

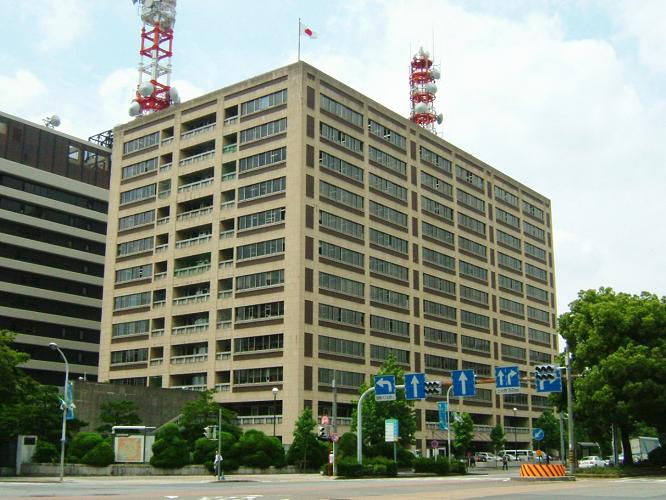

나고야 시 교통국(일본어: 名古屋市交通局, なごやしこうつうきょく)은 일본 아이치현 나고야시가 운영하는 지방공영기업(地方公營企業)의 하나이다. 지하철, 버스를 운영한다.

## 사업
- 지하철
  - ■ H 히가시야마 선(1호선)
  - ■ M 메이조 선(2호선, 4호선)
  - 〓 E 메이코 선(2호선)
  - ■ T 쓰루마이 선(3호선)
  - ■ S 사쿠라도리 선(6호선)
  - ■ K 가미이다 선(7호선)
- 버스

## 연혁
- 1922년 8월 1일 - 나고야 전기국, 나고야 전기 철도에서 시내선을 인수하여 시영 전철 운행 개시.
- 1930년 2월 1일 - 시영 버스 운영 개시.
- 1938년 2월 1일 - 아오이 승합 버스의 운영권을 승계받음.
- 1943년 5월 10일 - 시영 트롤리 버스 운영 개시.
- 1945년 10월 2일 - 나고야 시 교통국으로 개편.
- 1951년 1월 16일 - 트롤리 버스 운영 중지 및 폐지
- 1957년 11월 - 지하철 1호선 운영 개시.
- 1965년 10월 - 지하철 2호선 운영 개시.
- 1969년 4월 25일 - 지하철 1호선 및 2호선의 애칭 사용 시작.
- 1974년 3월 - 지하철 4호선 운영 개시, 전차 운영 중지.
- 1977년 3월 - 지하철 쓰루마이 선 운영 개시.
- 1979년 7월 29일 - 지하철 쓰루마이 선과 메이테쓰 도요타 선의 직통 운전 시작.